# Wolfgang Larrazábal
Wolfgang Enrique Larrazábal Ugueto (Carúpano, 5 de março de 1911 — Caracas, 27 de fevereiro de 2003) foi um oficial da marinha e político venezuelano. Atuou como presidente da Venezuela após a derrubada de Marcos Pérez Jiménez no golpe de estado na Venezuela em 23 de janeiro de 1958, deixando o cargo no final daquele ano.

## Biografia
Larrazábal nasceu em 5 de março de 1911 em Carúpano. Ele estudou no Colegio Libertado em Maracaibo. Descrito pela Time como “o descendente bem-educado de uma antiga família naval”, em 1928, Larrazábal se matriculou na Academia Militar da Marinha Bolivariana.

### Carreira militar
Larrazábal foi comissionado na Marinha Bolivariana da Venezuela em 1932. Entre 1938 e 1939, Larrazábal se juntou à fragata ARA Presidente Sarmiento em uma viagem para circunavegar o mundo.
Ele concluiu um curso de comando naval na Escola de Guerra Naval em Newport, Rhode Island. Em 1945, foi nomeado diretor assistente da Academia Militar da Marinha Bolivariana. De 1949 a 1952, serviu como adido naval na Embaixada da Venezuela, em Washington, D.C., época em que ocupava o posto de capitão. Em 1952, foi nomeado presidente do Instituto Nacional de Esportes. Em 1955, Larrazábal foi nomeado diretor do Círculo Militar de Caracas. Em julho do mesmo ano, atuou como juiz do concurso Miss Mundo 1955, realizado em Caracas.
Em julho de 1957, Larrazábal foi promovido a contra-almirante e nomeado chefe do Estado-Maior da Marinha Bolivariana da Venezuela. Naquela época, Larrazábal era conhecido como “um homem tranquilo, mais conformista do que conspirador”.

## Presidência (1958)
Após eclosão de uma greve geral e vários protestos, em 22 de janeiro de 1958, Larrazábal escreveu a Pérez em nome dos chefes do estado-maior venezuelano exigindo sua renúncia. Depois que Pérez fugiu do país, Larrazábal tornou-se presidente da Venezuela em 23 de janeiro de 1958 como chefe de uma junta militar, a Junta Militar de Gobierno, composta por ele próprio e mais quatro coronéis: Roberto Cassanova, Pedro Quevedo, Carlo Araque e Romero Villate. Em 26 de janeiro, em resposta à pressão pública, ele ampliou a junta para um grupo de sete membros, acrescentando o industrialista Eugenic Mendoza e o acadêmico Bias Lamberti. Após assumir o poder, Larrazábal prometeu realizar eleições livres o mais rápido possível e garantiu as liberdades políticas e os investimentos estrangeiros. Ele se tornou “muito popular entre os venezuelanos comuns por seu carisma popular, opiniões políticas populistas e os generosos benefícios sociais oferecidos por seu governo”. O governo de Larrazábal aumentou o imposto sobre os lucros do petróleo de 50% (a taxa estabelecida em 1946) para 60%, irritando o setor petrolífero. Inicialmente, os Estados Unidos consideraram o governo de Larrazábal como tendo “conservadorismo moderado e fortes tendências pró-americanas”.
Após o ataque à comitiva de Richard Nixon em maio de 1958, em resposta ao deslocamento das forças militares americanas para a região, Larrazábal prometeu que o partido de Nixon seria “totalmente protegido” a partir de então. Após a partida de Nixon da Venezuela, Larrazábal se recusou a condenar o ataque, dizendo que teria se juntado aos protestos se fosse um estudante.

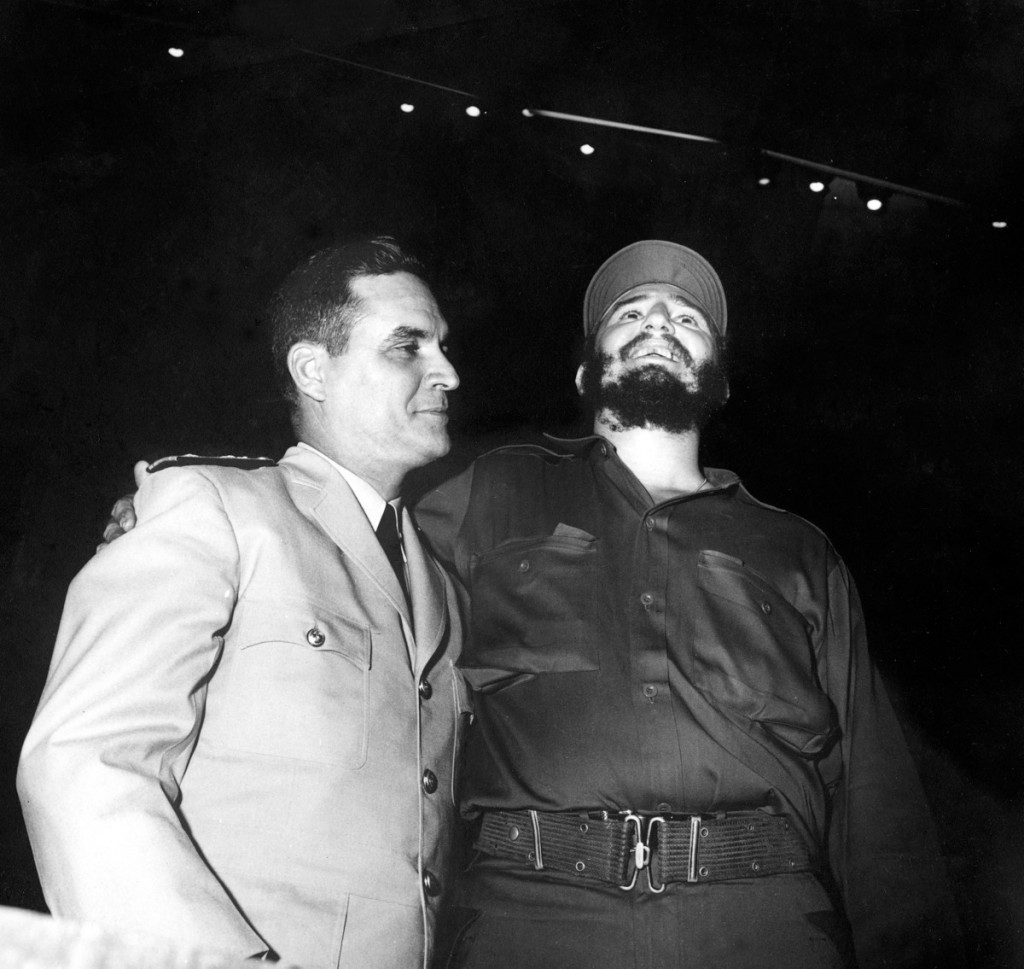
Fidel Castro e Wolfgang Larrazábal, em um evento na Aula Magna da Universidade Central da Venezuela em janeiro de 1959.

Em junho de 1958, a Time observou que Larrazábal “se esforçou de forma desconcertante para ser gentil com os comunistas”, citando Larrazábal como tendo dito: “Talvez eu seja ingênuo. Mas sinto que nosso comunismo é um comunismo diferente. Por causa de sua rica herança patriótica, nenhum venezuelano aceitaria ordens do exterior.” Larrazábal apoiou Fidel Castro na Revolução Cubana, facilitando o fornecimento de armas para as forças de Castro em Serra Maestra. Fidel Castro posteriomente escreveu uma carta a Larrazábal agradecendo-lhe por esse gesto.

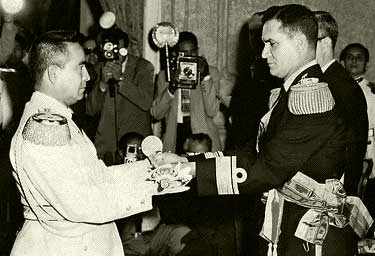
Jesús María Castro León e Wolfgang Larrazábal em 1958.

Em 5 de julho de 1958, o general do exército Jesús María Castro León foi nomeado Ministro da Defesa. Após sua nomeação, ele apresentou a Larrazábal uma lista de queixas contra a junta, que foi interpretada como um ultimato. Em 23 de julho, foi descoberto um plano para sequestrar Larrazábal. Em 24 de julho, depois que o plano foi frustrado, Castro renunciou e se exilou em Curaçao. Em setembro de 1958, Larrazábal sobreviveu a uma segunda tentativa de golpe.
Em setembro de 1958, Larrazábal se reuniu com os moradores do 23 de Enero, que pediam reduções no preço do aluguel. Posteriormente, o Banco Obrero reduziu os aluguéis e expandiu seu programa de hipotecas. Em outubro de 1958, o governo de Larrazábal aprovou a construção do El Helicoide depois que seus desenvolvedores concordaram em contratar um grande número de pessoas desempregadas para o projeto.

##### Primeira candidatura presidencial

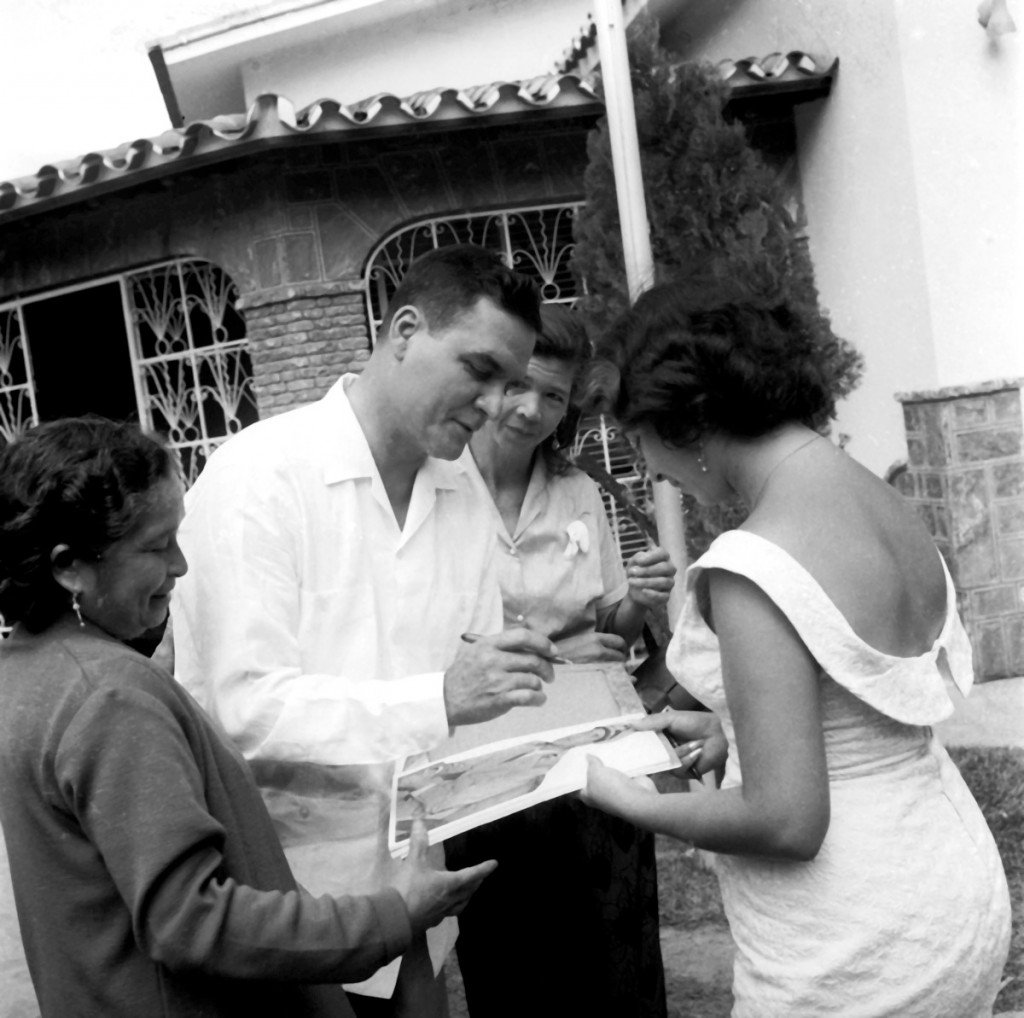
Wolfgang Larrazábal, candidato à presidência da república em 1958, dando autógrafos.

Em outubro de 1958, Larrazábal estava entre os signatários do Pacto de Punto Fijo, no qual todos os principais partidos políticos da Venezuela se comprometeram a respeitar o resultado das eleições gerais venezuelanas de 7 de dezembro de 1958. Larrazábal renunciou em 14 de novembro de 1958 para concorrer às eleições gerais, sendo sucedido por Edgar Sanabria como presidente interino. Ele foi formalmente apoiado pela União Republicana Democrática e pelo Partido Comunista da Venezuela; também foi apoiado secretamente pela União Soviética. A essa altura, os Estados Unidos não queriam ver Larrazábal eleito e por isso apoiaram tacitamente seus rivais, o ex-presidente Rómulo Betancourt, da Ação Democrática, e Rafael Caldera, do Copei. Larrazábal acabou perdendo para Betancourt, recebendo 34,61% dos votos contra 49,18% de Betancourt. Larrazábal derrotou Betancourt por uma margem de cinco para um em Caracas, mas teve um fraco desempenho nas áreas rurais. Após a eleição, Larrazábal fez uma “concessão esportiva da derrota”; depois que protestos violentos eclodiram, ele pediu que os resultados da eleição fossem respeitados em discursos transmitidos pela televisão e pelo rádio.

##### Pós-presidência
Em janeiro de 1959, Larrazábal se reuniu com Fidel Castro, que havia sido convidado a ir à Venezuela pelo governo estudantil da Universidade Central da Venezuela para comemorar o aniversário da deposição de Pérez. Durante sua visita, Castro expressou gratidão a Larrazábal por seu apoio à Revolução Cubana.
Em 1959, Larrazábal foi nomeado embaixador da Venezuela no Chile, descrito pela Time como “semi-exilado”. Em 1962, durante o El Carupanazo, Larrazábal escreveu para Betancourt do Chile, assegurando-lhe que a Marinha jamais se revoltaria contra um governo democraticamente eleito. Seu mandato como embaixador terminou em 1963.

###### Segunda candidatura presidencial
Formando um novo partido, a Frente Democrática Popular (Jóvito Villalba havia sido escolhido como candidato da União Republicana Democrática), ele se candidatou à presidência nas eleições gerais venezuelanas de 1963, mas perdeu para Raúl Leoni, da Ação Democrática, recebendo 9,43% dos votos. Ele recusou qualquer cargo no governo de Leoni.

##### Senador
De 1964 a 1969, Larrazábal atuou como senador. Em 1969, o presidente Rafael Caldera o nomeou embaixador da Venezuela no Canadá, cargo que ocupou até 1973. Em 1973, Larrazábal apoiou a campanha presidencial de Lorenzo Fernández. Ele exerceu um segundo mandato como senador de 1974 a 1979.

##### Morte
Larrazábal morreu de insuficiência respiratória em 27 de fevereiro de 2003, aos 91 anos de idade, em sua casa em Caracas.